# Opio
Opio (Occitaans: Opiá; Italiaans (verouderd): Oppia) is een gemeente in het Franse departement Alpes-Maritimes (regio Provence-Alpes-Côte d'Azur). De plaats maakt deel uit van het arrondissement Grasse. Opio telde op 1 januari 2022 2.408 inwoners.
In de gemeente is golfbaan Golf Opio Valbonne gevestigd. Er zijn diverse tennisbanen. Er is een vestiging van vakantiecentrum Club Med. De oude olijfpersmolen aan de voet van het oude Opio, de Moulins de la Brague aan het riviertje de Brague, is te bezoeken, al worden er nu moderne machines gebruikt voor de persing. In de Nederlandse school De Gouden Klomp wordt aan jonge kinderen aanvullend onderwijs gegeven in de Nederlandse taal en cultuur.

## Geografie
De oppervlakte van Opio bedroeg op 1 januari 2022 9,47 vierkante kilometer; de bevolkingsdichtheid was toen 254,3 inwoners per km². De gemeente Opio ligt ten oosten van Grasse en noordwesten van Valbonne en grenst verder aan Plascassier, Plan de Grasse, Roquefort-les-Pins, Chateauneuf de Grasse en Magagnosc.
De onderstaande kaart toont de ligging van Opio met de belangrijkste infrastructuur en aangrenzende gemeenten.

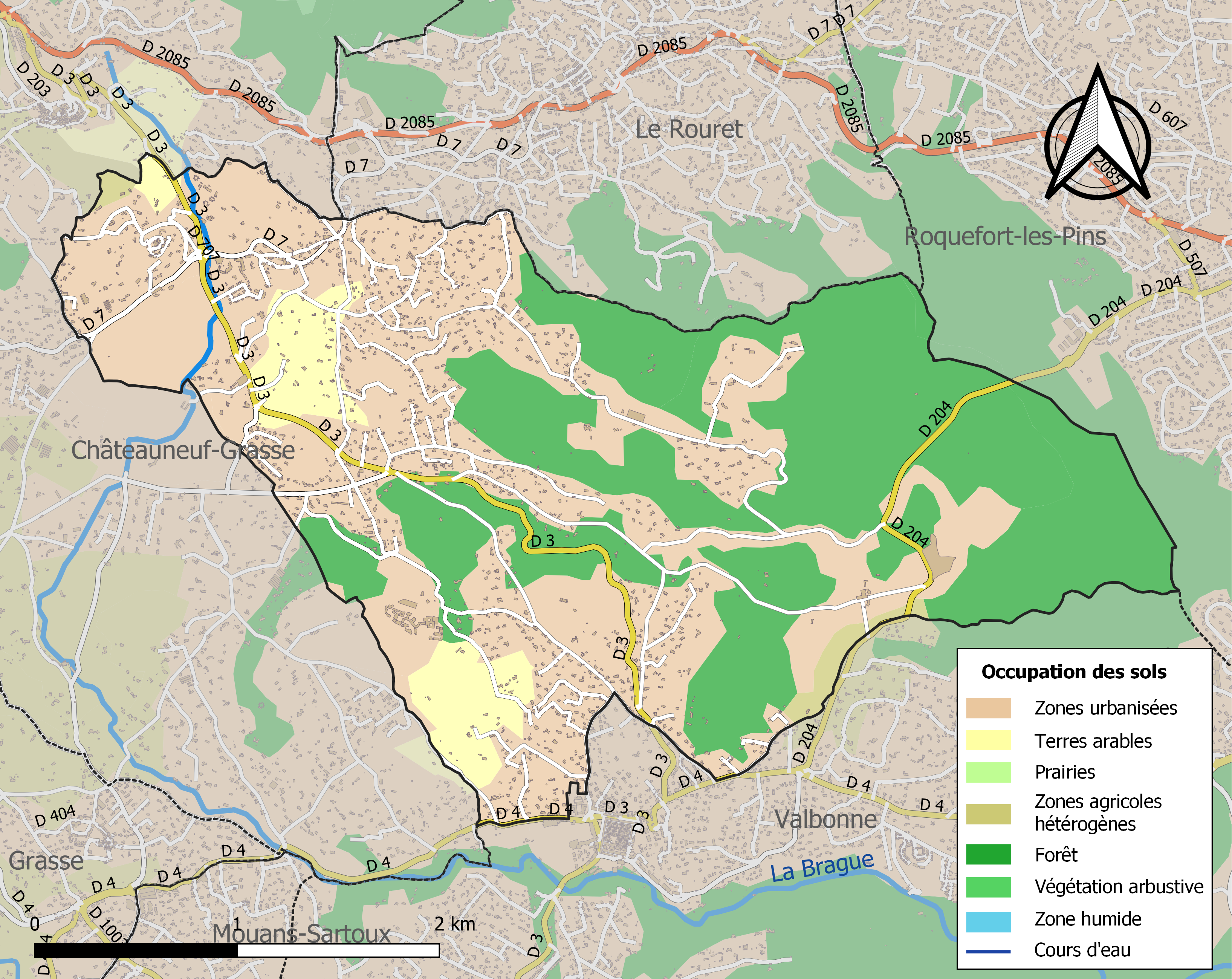

## Demografie
Onderstaande figuur toont het verloop van het inwonertal (bron: INSEE-tellingen).
Het gaat uitsluitend om íngeschreven inwoners. Veel huizen in Opio zijn in gebruik als 'tweede woning'.
Vanwege een beveiligingsprobleem met de MediaWiki Graph-software is het momenteel niet mogelijk deze grafiek weer te geven. Zodra de software is bijgewerkt zal de grafiek vanzelf weer zichtbaar worden.

## Overleden
- Eddy Stutterheim (1908-1977), Nederlands zeiler
- Michel Colucci (1944-1986), Franse komiek en acteur, bekend onder zijn pseudoniem Coluche
- Henk van Zalinge (1922-2006), Nederlands autocoureur, motortuner, en bouwer van elektrische contrabassen